# 長谷川英憲
長谷川 英憲（はせがわ ひでのり、1938年3月6日 - 2022年5月8日）は、日本の政治家。中核派の政治団体「都政を革新する会」（旧「杉並革新連盟」）代表。杉並区議会議員（5期）、東京都議会議員（1期）を務めた。
選挙では、名前を平仮名にした長谷川 ひでのりの表記も用いる。また、俗称に長谷川 エイケン、ハセケン。

## 来歴
長野県生まれ。長野県小諸商業高等学校を卒業し、会計検査院に入庁した。働きながら早稲田大学第二政治経済学部を卒業。
1967年、70年安保や沖縄返還、公害、消費者保護を争点に杉並区議会議員選挙に立候補し、初当選。以後1971年、1975年、1979年、1983年と杉並区議に連続当選。
1985年、東京都議会議員選挙に杉並区選挙区から立候補するも落選。
1987年、東京都議会議員補欠選挙に杉並区選挙区から立候補するも落選。
1989年、東京都議会議員選挙に杉並区選挙区から立候補し、初当選。
1993年、東京都議会議員選挙に再選を目指し立候補するも、落選した。
1997年、東京都議会議員選挙に杉並区選挙区から都政復帰を目指し立候補するも、落選。
1999年、東京都議会議員補欠選挙に杉並区選挙区から立候補するも、落選。同年「都政を革新する会」によって結成された「介護と福祉を要求する杉並住民の会」の事務局長となった。
2000年、第42回衆議院議員総選挙に東京都第8区から無所属で立候補するが、惨敗（当選者は石原伸晃）。
2001年の東京都議会議員選挙では、杉並区選挙区に「都政を革新する会」の杉並区議結柴誠一が立候補、長谷川はこの支援に回ったが落選。
2005年、東京都議会議員選挙に杉並区選挙区から再び長谷川が立候補したが、落選した。以後、選挙への立候補はない。
2022年5月8日、死去。84歳没。

## 人物
- 過去の選挙戦では福祉政策重視、消費税の廃止、中小企業保護、日本国憲法改悪阻止等を主張した。
- 革命的共産主義者同盟全国委員会（中核派）から支援を受けていた。
- 都議選に立候補して以降、杉並区議選には後継の結柴誠一、新城節子を都政を革新する会から擁立していたが、結柴、新城は共に2007年に同会を離脱し、無所属での立候補を表明。これに対し、長谷川は都政を革新する会事務局長で、2003年の杉並区議選で落選した北島邦彦を擁立し、当選させた（北島は2011年の杉並区議選で落選。2015年も落選。2017年東京都議会議員選挙世田谷区選挙区落選）。
- 1995年東京都知事選挙で当選した青島幸男知事を、都政を革新する会は全面的に支持していた（ただし青島都政下では、都革新は都議会に議席を有していない）。
- 選挙運動中、何度か日本革命的共産主義者同盟革命的マルクス主義派（革マル派）による襲撃を受け、頭に包帯を巻いたまま運動を行う姿がよく見られた。